# Canton de Valognes
Le canton de Valognes est une circonscription électorale française, située dans le département de la Manche et la région Normandie.
À la suite du redécoupage cantonal de 2014, les limites territoriales du canton sont remaniées. Le nombre de communes du canton passe de 9 à 31.

## Histoire
Par décret du 25 février 2014, le nombre de cantons du département est divisé par deux, avec mise en application aux élections départementales de mars 2015. Le canton de Valognes est conservé et s'agrandit. Il passe de 9 à 31 communes.

## Représentation

### Conseillers d'arrondissement (de 1833 à 1940)
Le canton de Valognes avait deux conseillers d'arrondissement.
Il appartenait à l'arrondissement de Valognes jusqu'à sa disparition en 1926.
| Période                                  | Période      | Identité                                            | Étiquette           | Qualité |
| ---------------------------------------- | ------------ | --------------------------------------------------- | ------------------- | --- |
| 1833                                     | 1842 (décès) | Jean Jacques Marin Lerat (1770-1842)                |                     | Avocat et agent d'affaires à Valognes                                                                       |
| 1833                                     | 1836         | Adrien Pelée de Varennes (1769-1851)                |                     | Ingénieur des ponts et chaussées, maire de Valognes (1830-1836), ancien conseiller général (1830-1833)      |
| 1839                                     | 1845         | Jacques Antoine Gisles (1785-1867)                  |                     | Régisseur du château de Chiffrevast, agent d'affaires, maire de Valognes                                    |
| 1842                                     | 1848         | Zacharie Gallemand (1796-1866)                      |                     | Avocat, propriétaire à Valognes                                                                             |
| 1845                                     | 1848         | Henri Côme Lelédy                                   |                     | Avoué à Valognes                                                                                            |
|                                          |              |                                                     |                     | |
|                                          | 1885 (décès) | Stanislas Florentin Daireaux (1806-1885)            |                     | Avocat à Valognes                                                                                           |
|                                          |              |                                                     |                     | |
| 1913                                     | 1922 (décès) | Paul Émile Stanislas Mariette-Boisville (1856-1922) |                     | Propriétaire-éleveur, maire de Valognes (1897-1922)                                                         |
| 1919                                     | 1937         | Charles Pasquier                                    | Union nationale RG  | Maire de Brix                                                                                               |
| 1922                                     | 1937         | Honoré Leprieur                                     | Union nationale URD | Médecin, maire de Moulines                                                                                  |
| 1937                                     | 1940         | Henri Brix                                          | Union nationale PSF | Maire de Sauxemesnil                                                                                        |
| 1937                                     | 1940         | Eugène Jaunet (1908-2005)                           | FR                  | Avocat à Valognes                                                                                           |
| 1940                                     |              |                                                     |                     | Les conseils d'arrondissement ont été suspendus par la loi du 12 octobre 1940 et n'ont jamais été réactivés |
| Les données manquantes sont à compléter. |              |                                                     |                     | |

### Conseillers généraux de 1833 à 2015
| Période | Période      | Identité                      | Étiquette         | Qualité                                                                                                  |
| ------- | ------------ | ----------------------------- | ----------------- | --- |
| 1833    | 1844 (décès) | Ambroise Langlois (1790-1844) |                   | Notaire à Valognes                                                                                       |
| 1845    | 1848         | Jacques Gisles                |                   | Agent d'affaires, maire de Valognes (1836-1848, 1851-1852), conseiller d'arrondissement                  |
| 1848    | 1892         | Auguste Sébire                | Républicain       | Médecin, maire de Valognes (1848-1851, 1878-1882 et 1885-1892), sénateur (1885-1895)                     |
| 1892    | 1918 (décès) | Raoul Le Bouteiller           | Républicain       | Médecin à Valognes                                                                                       |
| 1918    | 1919         | siège vacant                  |                   | |
| 1919    | 1940         | Jean Villault-Duchesnois      | RG                | Avocat, député (1901-1924), sénateur (1927-1941)                                                         |
|         |              |                               |                   | |
| 1945    | 1968 (décès) | Henri Cornat                  | CNIP puis RI      | Ingénieur, maire de Valognes (1953-1968), sénateur (1952-1968), président du conseil général (1946-1958) |
| 1968    | 1979         | Pierre Godefroy               | UDR puis app. RPR | Journaliste, maire de Valognes de 1977 à 1983, député (1958-1988)                                        |
| 1979    | 2004         | Claude Gatignol               | RI, UDF, puis UMP | Docteur-vétérinaire, maire-adjoint de Valognes, député (1988-2012)                                       |
| 2004    | 2015         | Yves Néel                     | PS                | Agent de maîtrise, conseiller municipal de Saint-Joseph                                                  |

Le canton participe à l'élection du député de la quatrième circonscription de la Manche jusqu'aux élections législatives de 2012, puis de celui de la troisième après le redécoupage des circonscriptions.

### Conseillers départementaux à partir de 2015
| Période élective | Période élective | Mandat | Mandat | Identité            | Nuance | Nuance | Qualité |
| ---------------- | ---------------- | ------ | ------ | ------------------- | ------ | ------ | --- |
| 2015             | 2021             | 2015   | 2021   | Christèle Castelein |        | DVD    | Comptable gestionnaire dans un office notarial Maire de Saint-Cyr (2011 → ) Vice-présidente de la CA du Cotentin (? → 2025)                                                                                                   |
| 2015             | 2021             | 2015   | 2021   | Jacques Coquelin    |        | DVD    | Cadre bancaire Maire de Valognes (2008 → ) Vice-président du conseil départemental (2017 → 2021) |
| 2021             | 2028             | 2021   | 2028   | Christèle Castelein |        | DVD    | Comptable gestionnaire dans un office notarial Maire de Saint-Cyr (2011 → ) Vice-présidente ( ? → 2025) puis présidente de la CA du Cotentin (2025 → )                                                                        |
| 2021             | 2028             | 2021   | 2028   | Jacques Coquelin    |        | DVD    | Cadre bancaire Maire de Valognes (2008 → ) Vice-président du conseil départemental chargé du budget, politique achat/commande publique, sécurité financière et juridique (2021 → ) Vice-président de la CA du Cotentin (? → ) |

### Résultats détaillés

#### Élections de mars 2015
À l'issue du 1er tour des élections départementales de 2015, deux binômes sont en ballottage : Christèle Castelein et Jacques Coquelin (DVD, 39,21 %) et Nicole Grof et Yves Néel (PS, 28,84 %). Le taux de participation est de 50,48 % (8 061 votants sur 15 969 inscrits) contre 50,67 % au niveau départemental et 50,17 % au niveau national.
Au second tour, Christèle Castelein et Jacques Coquelin (DVD) sont élus avec 55,83 % des suffrages exprimés et un taux de participation de 47,9 % (3 891 voix pour 7 651 votants et 15 973 inscrits).

#### Élections de juin 2021
Le premier tour des élections départementales de 2021 est marqué par un très faible taux de participation (33,26 % au niveau national). Dans le canton de Valognes, ce taux de participation est de 32,68 % (5 252 votants sur 16 069 inscrits) contre 32,67 % au niveau départemental. À l'issue de ce premier tour, deux binômes sont en ballottage : Christèle Castelein et Jacques Coquelin (DVD, 78,96 %) et Élisa Delarocque et Bernard Perrouault (RN, 21,04 %).
Le second tour des élections est marqué une nouvelle fois par une abstention massive équivalente au premier tour. Les taux de participation sont de 34,36 % au niveau national, 32,63 % dans le département et 31,27 % dans le canton de Valognes. Christèle Castelein et Jacques Coquelin (DVD) sont élus avec 79,8 % des suffrages exprimés (3 642 voix pour 5 025 votants et 16 069 inscrits),,. 

## Composition

### Composition avant 2015

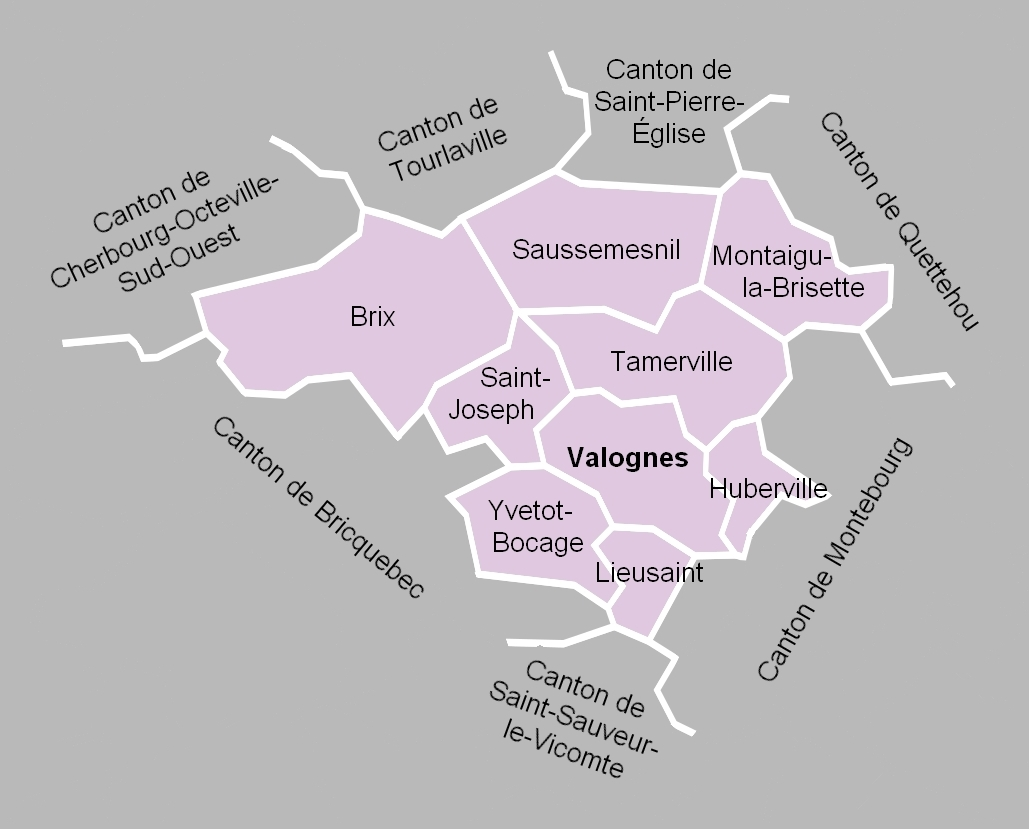
La carte des communes du canton. Les cantons limitrophes étaient ceux de Cherbourg-Octeville-Sud-Ouest, de Tourlaville, de Saint-Pierre-Église, de Quettehou, de Montebourg, de Saint-Sauveur-le-Vicomte et de Bricquebec.

Le canton de Valognes regroupait neuf communes.
| Nom                  | Code Insee | Codepostal | Superficie (km2) | Population (dernière pop. légale) | Densité (hab./km2) |
| -------------------- | ---------- | ---------- | ---------------- | --------------------------------- | ------------------ |
| Valognes (chef-lieu) | 50615      | 50700      | 15,63            | 6 932 (2012)                      | 444                |
| Brix                 | 50087      | 50700      | 32,16            | 2 096 (2012)                      | 65                 |
| Huberville           | 50251      | 50700      | 5,76             | 361 (2012)                        | 63                 |
| Lieusaint            | 50270      | 50700      | 5,22             | 398 (2012)                        | 76                 |
| Montaigu-la-Brisette | 50335      | 50700      | 14,71            | 504 (2012)                        | 34                 |
| Saint-Joseph         | 50498      | 50700      | 9,78             | 817 (2012)                        | 84                 |
| Saussemesnil         | 50567      | 50700      | 21,45            | 925 (2012)                        | 43                 |
| Tamerville           | 50588      | 50700      | 18,20            | 669 (2012)                        | 37                 |
| Yvetot-Bocage        | 50648      | 50700      | 12,46            | 1 139 (2012)                      | 91                 |

Situation de l'ancien territoire du canton dans l'arrondissement de Cherbourg.

À la suite du redécoupage des cantons pour 2015, toutes les communes sont rattachées à nouveau au canton de Valognes auquel s'ajoutent les vingt-deux communes du canton de Montebourg.

#### Ancienne commune et changement de limites territoriales
La commune d'Alleaume, absorbée en 1867 par Valognes, est la seule commune supprimée, depuis la création des communes sous la Révolution, incluse dans le territoire du canton de Valognes antérieur à 2015.
La commune de Saint-Joseph est créée en 1929 par prélèvement sur les territoires de Brix, Négreville (canton de Bricquebec), Tamerville et Valognes.

### Composition après 2015
Le canton de Valognes comprend trente-et-une communes entières.
| Nom                              | Code Insee | Intercommunalité | Superficie (km2) | Population (dernière pop. légale) | Densité (hab./km2) | Modifier                                    |
| -------------------------------- | ---------- | ---------------- | ---------------- | --------------------------------- | ------------------ | ------------------------------------------- |
| Valognes (bureau centralisateur) | 50615      | CA du Cotentin   | 15,63            | 6 896 (2022)                      | 441                | modifier les données · modifier les données |
| Azeville                         | 50026      | CA du Cotentin   | 3,00             | 77 (2022)                         | 26                 | modifier les données · modifier les données |
| Brix                             | 50087      | CA du Cotentin   | 32,16            | 2 146 (2022)                      | 67                 | modifier les données · modifier les données |
| Écausseville                     | 50169      | CA du Cotentin   | 5,27             | 112 (2022)                        | 21                 | modifier les données · modifier les données |
| Émondeville                      | 50172      | CA du Cotentin   | 5,33             | 342 (2022)                        | 64                 | modifier les données · modifier les données |
| Éroudeville                      | 50175      | CA du Cotentin   | 4,86             | 180 (2022)                        | 37                 | modifier les données · modifier les données |
| Flottemanville                   | 50186      | CA du Cotentin   | 4,85             | 227 (2022)                        | 47                 | modifier les données · modifier les données |
| Fontenay-sur-Mer                 | 50190      | CA du Cotentin   | 8,18             | 164 (2022)                        | 20                 | modifier les données · modifier les données |
| Fresville                        | 50194      | CA du Cotentin   | 13,94            | 377 (2022)                        | 27                 | modifier les données · modifier les données |
| Le Ham                           | 50227      | CA du Cotentin   | 3,86             | 312 (2022)                        | 81                 | modifier les données · modifier les données |
| Hémevez                          | 50241      | CA du Cotentin   | 4,30             | 186 (2022)                        | 43                 | modifier les données · modifier les données |
| Huberville                       | 50251      | CA du Cotentin   | 5,76             | 361 (2022)                        | 63                 | modifier les données · modifier les données |
| Joganville                       | 50258      | CA du Cotentin   | 2,87             | 85 (2022)                         | 30                 | modifier les données · modifier les données |
| Lestre                           | 50268      | CA du Cotentin   | 7,57             | 244 (2022)                        | 32                 | modifier les données · modifier les données |
| Lieusaint                        | 50270      | CA du Cotentin   | 5,22             | 400 (2022)                        | 77                 | modifier les données · modifier les données |
| Montaigu-la-Brisette             | 50335      | CA du Cotentin   | 14,71            | 499 (2022)                        | 34                 | modifier les données · modifier les données |
| Montebourg                       | 50341      | CA du Cotentin   | 5,89             | 1 951 (2022)                      | 331                | modifier les données · modifier les données |
| Ozeville                         | 50390      | CA du Cotentin   | 4,70             | 156 (2022)                        | 33                 | modifier les données · modifier les données |
| Quinéville                       | 50421      | CA du Cotentin   | 4,60             | 260 (2022)                        | 57                 | modifier les données · modifier les données |
| Saint-Cyr                        | 50461      | CA du Cotentin   | 5,70             | 211 (2022)                        | 37                 | modifier les données · modifier les données |
| Saint-Floxel                     | 50467      | CA du Cotentin   | 8,45             | 490 (2022)                        | 58                 | modifier les données · modifier les données |
| Saint-Germain-de-Tournebut       | 50478      | CA du Cotentin   | 13,91            | 418 (2022)                        | 30                 | modifier les données · modifier les données |
| Saint-Joseph                     | 50498      | CA du Cotentin   | 9,78             | 817 (2022)                        | 84                 | modifier les données · modifier les données |
| Saint-Marcouf                    | 50507      | CA du Cotentin   | 13,38            | 353 (2022)                        | 26                 | modifier les données · modifier les données |
| Saint-Martin-d'Audouville        | 50511      | CA du Cotentin   | 3,64             | 153 (2022)                        | 42                 | modifier les données · modifier les données |
| Saussemesnil                     | 50567      | CA du Cotentin   | 21,45            | 912 (2022)                        | 43                 | modifier les données · modifier les données |
| Sortosville                      | 50578      | CA du Cotentin   | 2,48             | 78 (2022)                         | 31                 | modifier les données · modifier les données |
| Tamerville                       | 50588      | CA du Cotentin   | 18,20            | 693 (2022)                        | 38                 | modifier les données · modifier les données |
| Urville                          | 50610      | CA du Cotentin   | 5,15             | 196 (2022)                        | 38                 | modifier les données · modifier les données |
| Vaudreville                      | 50621      | CA du Cotentin   | 3,03             | 72 (2022)                         | 24                 | modifier les données · modifier les données |
| Yvetot-Bocage                    | 50648      | CA du Cotentin   | 12,46            | 1 188 (2022)                      | 95                 | modifier les données · modifier les données |
| Canton de Valognes               | 5025       |                  | 270,33           | 20 556 (2022)                     | 76                 | modifier les données                        |

## Démographie

### Démographie avant 2015
| 1962   | 1968   | 1975   | 1982   | 1990   | 1999   | 2006   | 2011   | 2012   |
| ------ | ------ | ------ | ------ | ------ | ------ | ------ | ------ | ------ |
| 10 626 | 10 752 | 10 523 | 11 917 | 13 360 | 13 758 | 13 746 | 13 922 | 13 841 |

### Démographie depuis 2015
En 2022, le canton comptait 20 556 habitants, en évolution de +0,25 % par rapport à 2016 (Manche : −0,31 %, France hors Mayotte : +2,11 %).
| 2013   | 2018   | 2022   |
| ------ | ------ | ------ |
| 20 598 | 20 593 | 20 556 |